# Corynascidia cubare
Corynascidia cubare is een zakpijpensoort uit de familie van de Corellidae. De wetenschappelijke naam van de soort is voor het eerst geldig gepubliceerd in 1994 door Monniot & Monniot.